# Tüköry József
Algyesti Tüköry József (született Spiegel József) (Pest, 1787. július 21. – Bécs, 1842. március 22.) német származású magyar ácsmester, építkezési vállalkozó, földbirtokos.

## Életpálya
Spiegel Simon bécsi ácsmester és Pirkhoffer Terézia legidősebb fiaként született. 1787-ben nyert polgárjogot. 1791-től céhmester. Szorgalma mellett szerencsés telekvásárlási ügyleteivel alapozta meg a vagyonát, amikor a városi tanács 1791-ben az egykori városfalon (a mai Deák Ferenc utca vonalán) kívül eső értéktelen, homokos, szemetes területből olcsón megvásárolta a mai Akadémia utca 5., 6., Arany János utca 4., 6. és a Tüköry utca által határolt területet. A telekvásárlásokban szorosan együttműködött Kardetter Tamás ácsmesterrel, aki később apósa lett, amikor házasságot kötött lányával, Álgyay Borbálával (1795–1833). 1793-tól választott joggal bíró polgár. Az 1820-as évekre Pest egyik leggazdagabb és legbefolyásosabb vállalkozója lett. Nevét ott találjuk Széchenyi István és Pollack Mihály munkatársai közt. Részt vett a szekszárdi megyeháza és a Ludoviceum építésében, a József Hengermalom számára Münchenből gőzgépet szerzett, és a Lánchíd ügyének is kezdettől lelkes támogatója volt. 1828-tól tagja a Nemzeti Casino társaságának. Spiegel József és apósa 1831-ben kaptak nemességet, ettől kezdve használták a Tüköry, illetve az Álgyay nevet. A pest-budai hajóhíd haszonbérlőjeként megoldotta a kiegyenesítésének problémáját, ami egészen a Lánchíd elkészüléséig megfelelőnek bizonyult. 1832-ben folyamodott engedélyért, hogy bérlői minőségben jogosult legyen sörfőzésre a lipótvárosi fakereskedők mellett, a 89. szám alatt, ami a mai Katona József utca, Hollán Ernő utca és Pozsonyi út által határolt terület. Az építkezést 1832. augusztus 5-én hagyták jóvá. A terveket Pollack Mihály készítette. Szakértelem nélkül, viszont kellő tőkével és nagy ácsmesteri tapasztalattal vágott neki a vállalkozásnak. Fiatalabbik fia, Tüköry Sándor inasként tanulta ki a sörfőző szakmát, és apja halála után átvette a Serfőzőház vezetését.
Tüköry József 1842. március 22-én halt meg Bécsben, majd nem sokkal később Algyesten, a családi kriptában temették el.